# Synagoga w Göteborgu
Synagoga w Göteborgu – została zbudowana w 1855 roku, według projektu niemieckiego architekta Augusta Krügera w Stora Nygatan, niedaleko Drottningtorget. Synagoga posiada 300 miejsc siedzących.

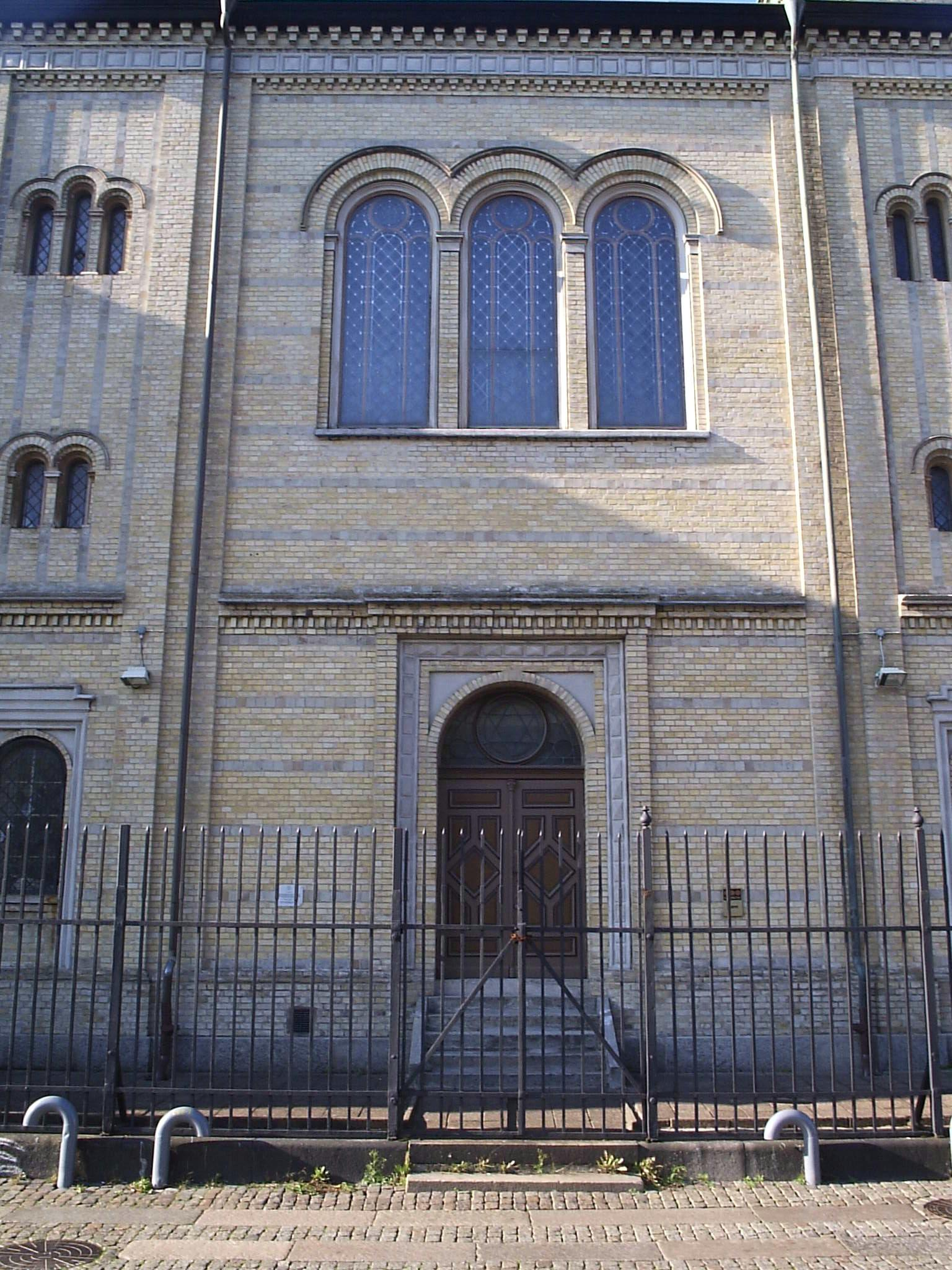
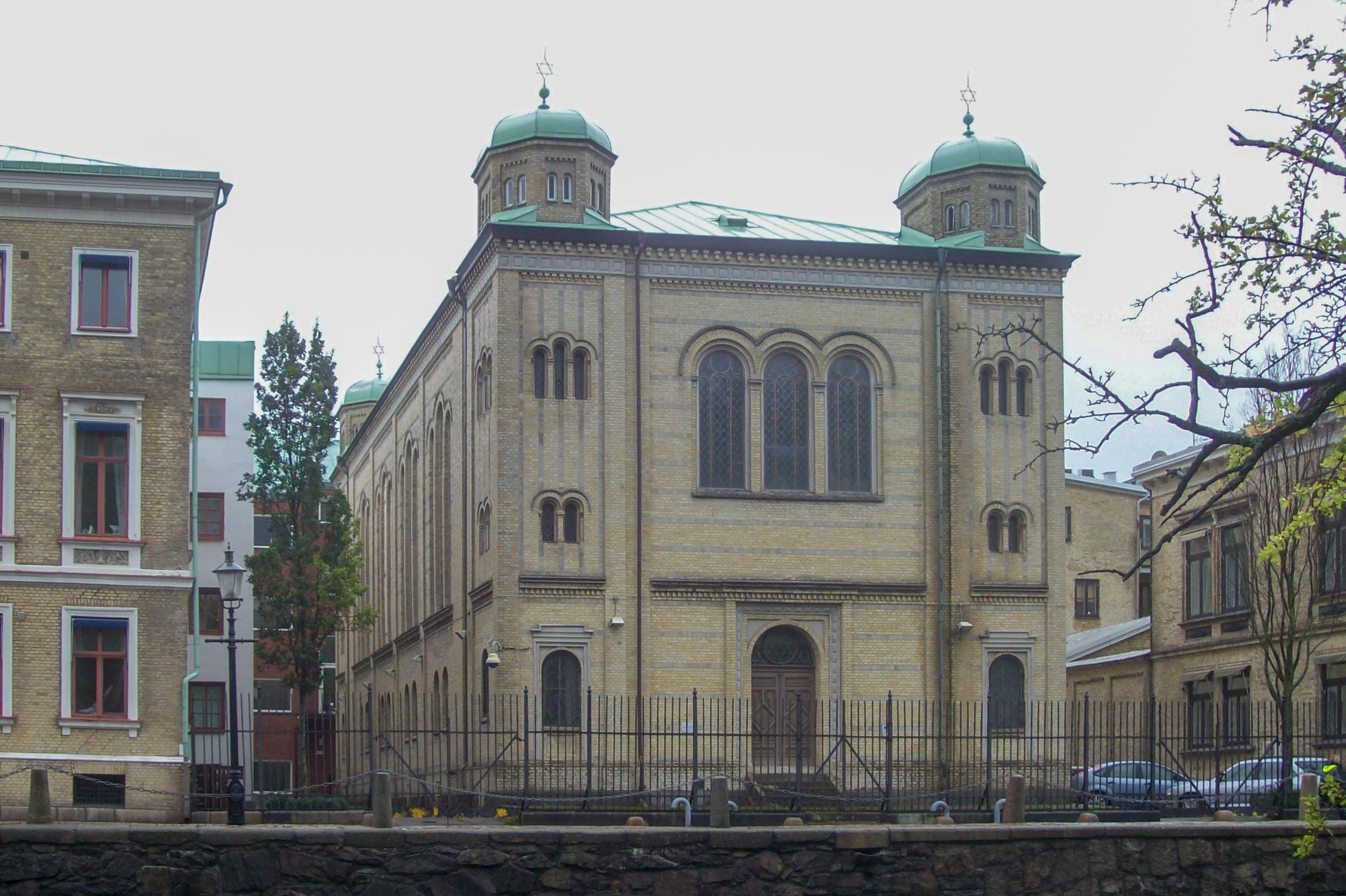
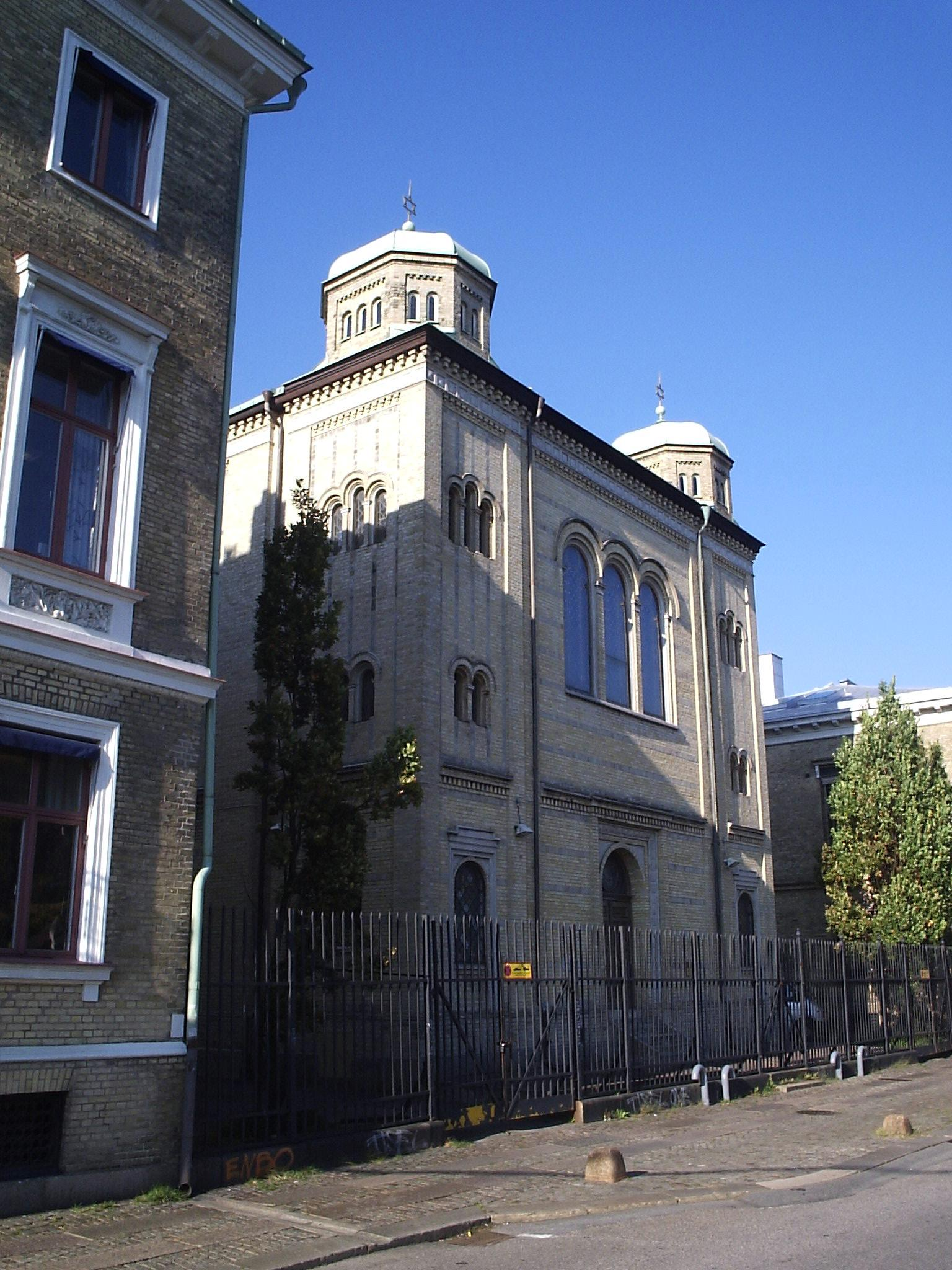